# Haemophilus influenzae
Haemophilus influenzae (denumită în trecut Bacillus influenzae) este o bacterie Gram-negativă patogenă, cocobacilară, facultativ anaerobă din familia Pasteurellaceae. H. influenzae a fost descrisă pentru prima dată în 1892 de către Richard Pfeiffer în timpul unei epidemii de gripă.